# Polarkoordinatenpapier
Polarkoordinatenpapier gehört zu den mathematischen Papieren und ist mit einem Koordinatennetz aus Strahlen und konzentrischen Kreisen überzogen, sodass auf ihm Polarkoordinaten auf einfache Weise dargestellt werden können.

## Mathematik
Funktionen, bei denen eine Größe von einem Winkel abhängt, können auf ein solches Netz gezeichnet werden, indem man den Funktionswert in Richtung des betreffenden Winkels aufträgt.

### Beispiel
Nachstehend ist als Beispiel die Charakteristik eines Mikrofons gezeichnet. In Vorwärtsrichtung (0°) beträgt die Empfindlichkeit 100 Prozent, in Rückwärtsrichtung (180°) nur 20 Prozent. Nach den Seiten (90° und 270°) weist das Mikrofon eine Empfindlichkeit von knapp 70 Prozent auf. Das bedeutet, dass dieses Mikrofon im Direktfeld (Freifeld) vor allem auf Geräusche von vorn reagiert, weniger auf seitliche und kaum auf solche von hinten; man hat es hier also mit der Richtcharakteristik eines Richtmikrofons zu tun.
Die Darstellung auf Polarkoordinatenpapier ermöglicht eine einfache Veranschaulichung derartiger Zusammenhänge.

## Sonstige Verwendungsmöglichkeiten
Mit Hilfe von Polarkoordinatenpapier werden in der Archäologie Durchmesser ermittelt, wenn nur einzelne Bruchstücke eines Fundobjekts (z. B. Randscherben oder Bodenfragmente eines Gefäßes) gefunden werden. Dabei wird die Stirnseite der Scherbe plan auf das Papier gelegt und bis zum passenden Kreisdurchmesser verschoben.